# Свято Тари
Свято Тари - (ірл. - Saoire Teamhair) - язичнецьке свято в стародавній Ірландії. Практикувалося до прийняття християнства. Під час свята в Тару - столицю давньої Ірландії сходилися предствавники різних дрібних королівств, племен (туата), кланів і клялися на вірність верховному королю Ірландії. Клялися на вірність королю стихіями: водою, вітром, землею, сонцем, місяцем і т.д. Якщо клятва порушувалась, то згідно з уявленнями давніх ірландців, усі стихії, відповідно, відверталися від ірландців - на острові починався неврожай, голод, епідемії та ін. 
На свято сходились разом з жінками, дітьми та худобою. Під час свята по всій Ірландії гасили вогонь і не запалювали до того часу, поки друїд не запалював вогонь у королівському палаці. З верховним королем Ірландії вожді кланів і племен обмінювалися заручниками. У випадку, якщо присяга верховному королю порушувалась, заручників страчували. 
Коронація нового короля Ірландії теж супроводжувалась святом Тари. Крім вищезгаданих церемоній проводився ритуальний шлюб майбутнього верховного короля з землею Ірландії у вигляді бенкету у Медовій залі палацу верховних королів Ірландії. 
У історичних переказах та легендах повідомляється як свято Тари влаштовував верховний король Ірландії Туатал Техтмар (80 - 100 роки правління). Цей король захопив владу і трон верховного короля скориставшись іноземним військом з Альбенех (нинішньої Шотландії). І щоб надати легітимність своїй владі і заручитися підтримкою у різних племен і королівств Ірландії скликав Свято Тари. 
У більш давніх скелах, зокрема в скелі "Сватання Етайн" повідомляється як Свято Тари влаштовував верховний король Ірландії Еоху Айрем (Еоху Орач) (час правління: 82 - 70 роки до нової ери), але підвладні васальні королі та вожді відмовились приїхати на Свято Тари, аж доки король не одружиться.
В останнє про Свято Тари повідомляється в житії Святого Патрика (V століття).